# Schneidhain
Schneidhain ist ein Stadtteil von Königstein im Taunus im südhessischen Hochtaunuskreis. Das Straßendorf liegt westlich von Königstein am Liederbach.

## Geschichte

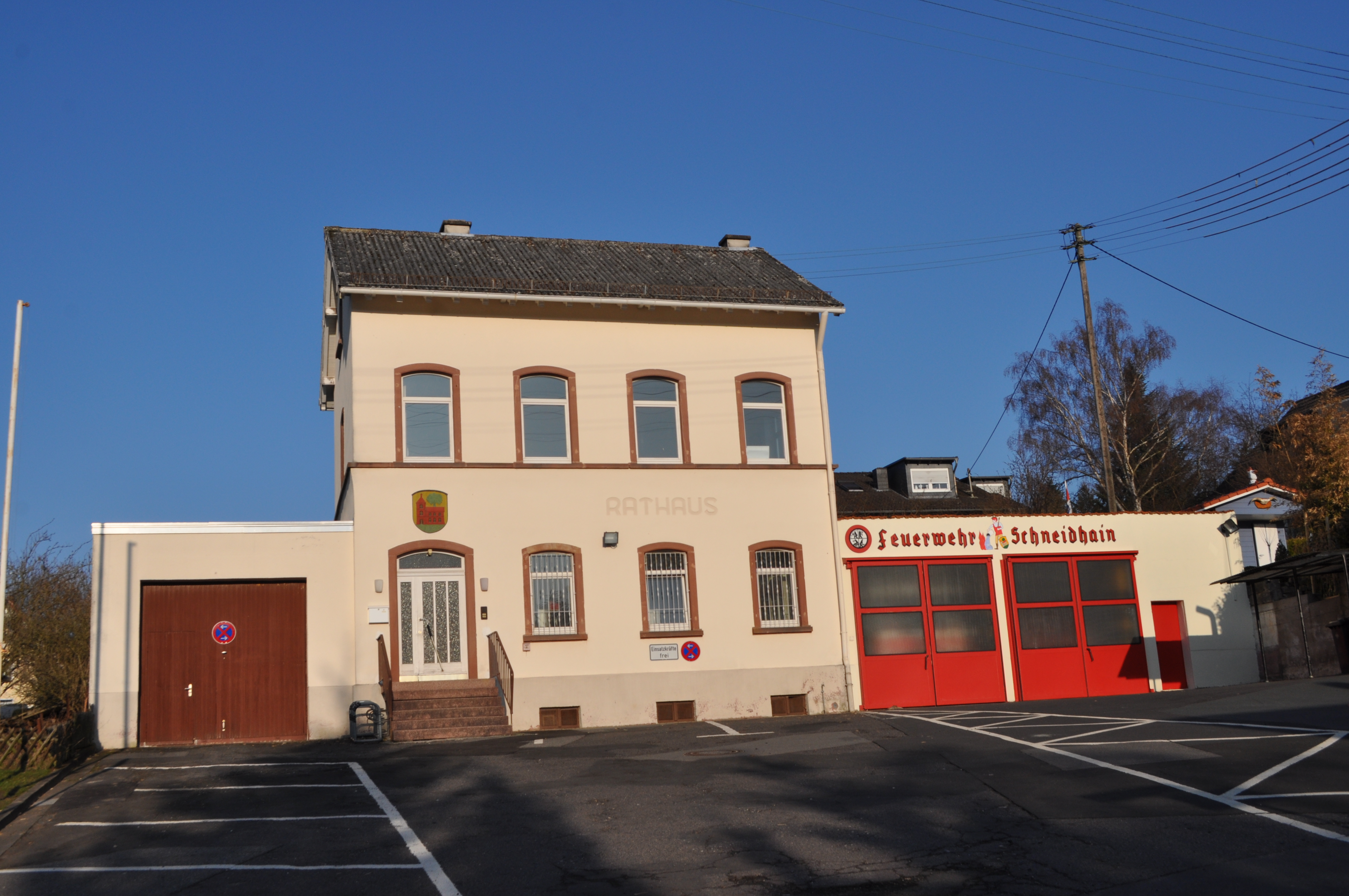
Rathaus

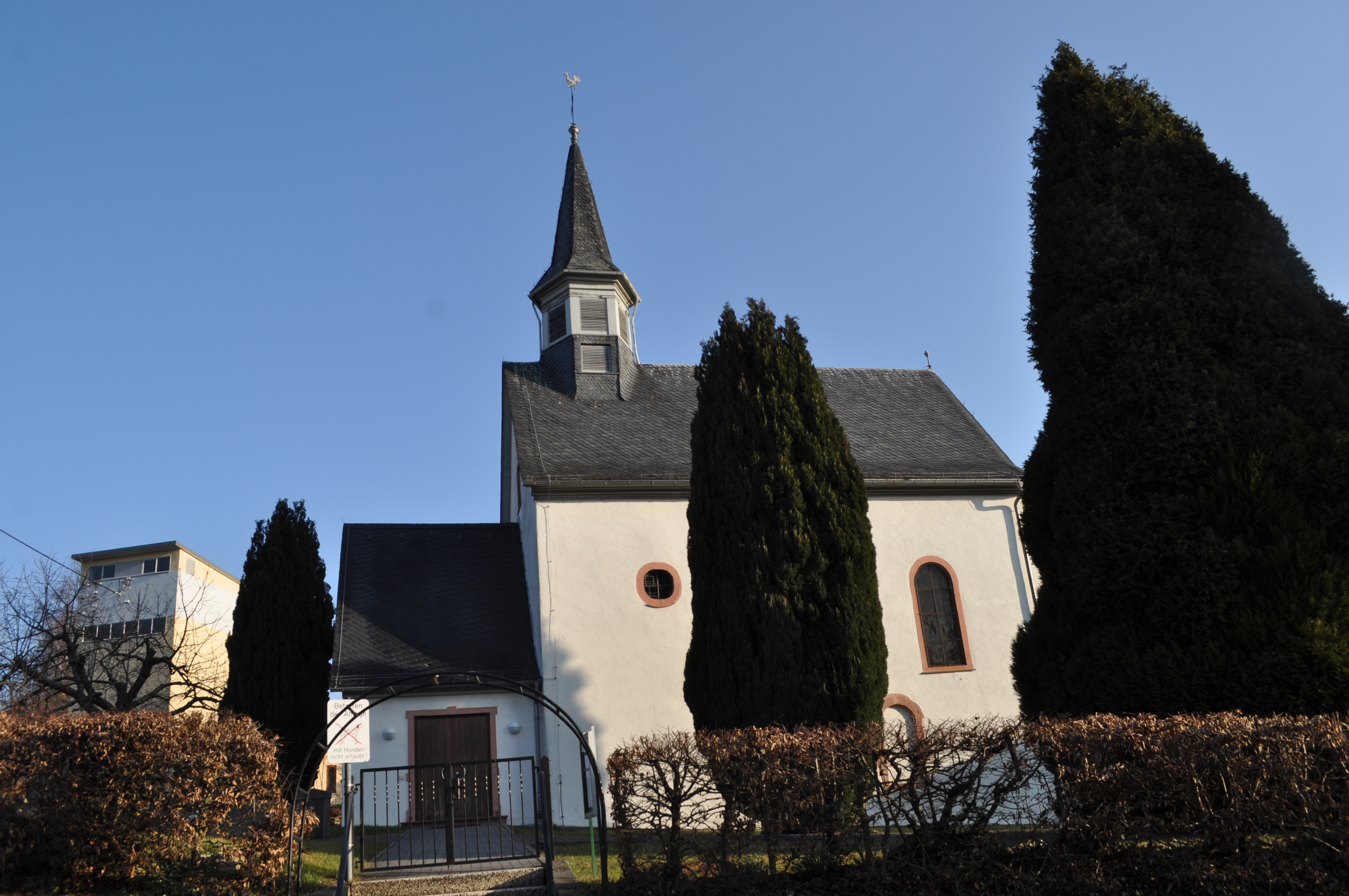
Evangelische Kirche

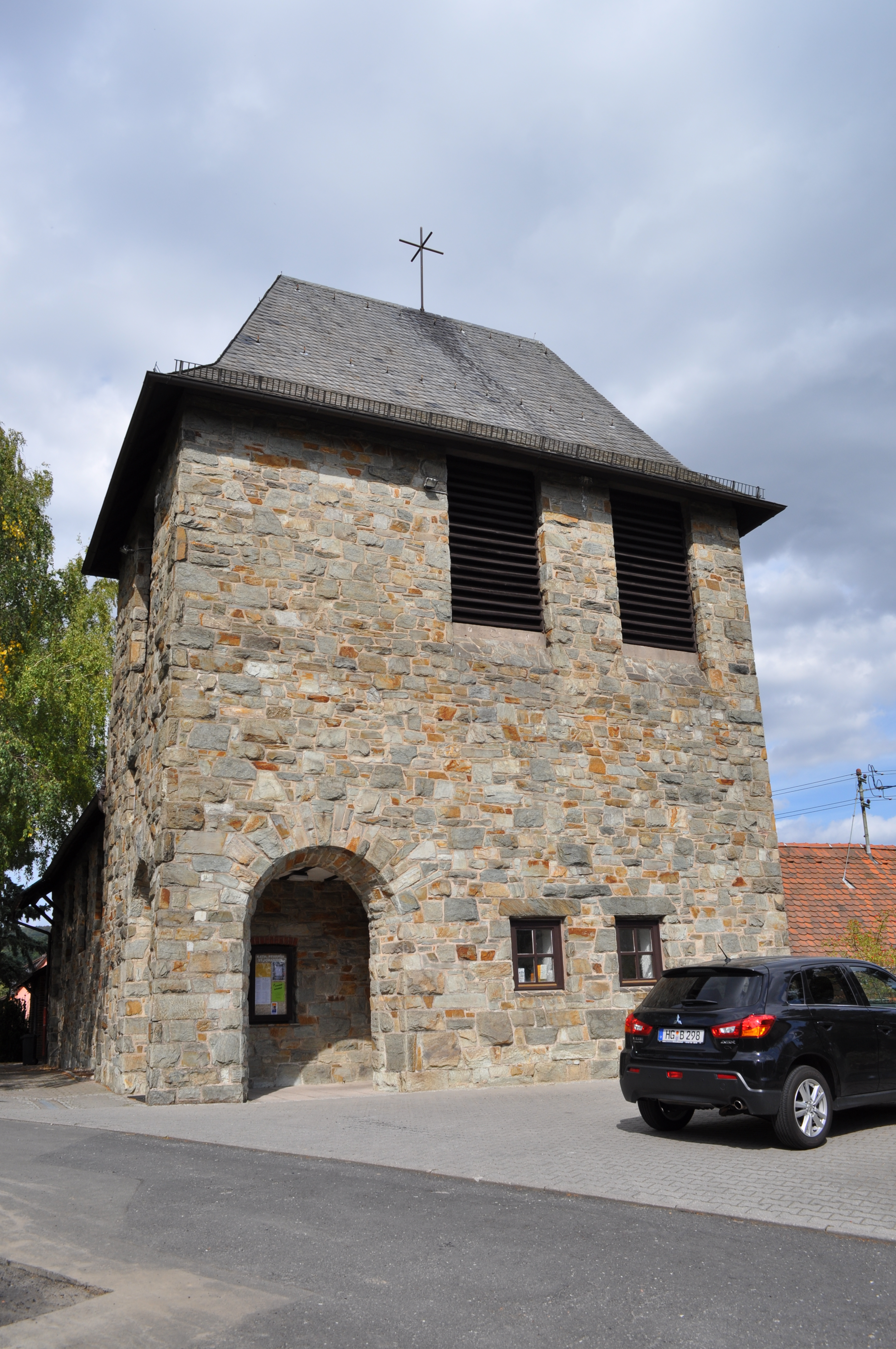
Katholische Kirche

Schneidhain wird im elften Jahrhundert als Besitz des Klosters Limburg an der Haardt erstmals erwähnt. Die älteste Schneidhainer Kirche, die Johanniskirche, wurde 1215 erstmals erwähnt. Später gehörte Schneidhain 1418 bis 1581 zur Herrschaft Königstein und war Sitz des höfischen Dinggerichts, das für „Schaden und Schmähungen in Dorf und Feldmark und Verstöße gegen die Nachbarschaft und gute Sitten“ zuständig war.
Im 16. Jahrhundert fiel Schneidhain zunächst an die Grafen von Stolberg, die die Reformation einführten. Danach kam Schneidhain an das katholische Kurmainz und später an die Kurpfalz, die Ansprüche auf das Dorf aus dem Erwerb des Klosters Limburg erheben konnte.
Im Dreißigjährigen Krieg wurde Schneidhain spanisch besetzt und von den Schweden an die Stolberger Grafen von 1631 bis 1635 zurückgegeben. Danach fiel Schneidhain erneut an die Kurpfalz und im Jahre 1650 als Teil eines Gebietstausches an Kurmainz. Im 19. Jahrhundert wurde Schneidhain Teil des Herzogtums Nassau, 1866 Preußens. Mit der Auflösung Preußens wurde Schneidhain 1945 Teil Hessens.
Im Zuge der Gebietsreform in Hessen wurde die Gemeinde Schneidhain/Taunus am 1. April 1972 auf freiwilliger Basis nach Königstein im Taunus eingegliedert. Für Schneidhain wurden per Hauptsatzung ein Ortsbezirk mit Ortsbeirat und Ortsvorsteher errichtet. Die Grenzen des Ortsbezirks folgen den seitherigen Gemarkungsgrenzen.

## Bevölkerung

### Einwohnerstruktur 2011
Nach den Erhebungen des Zensus 2011 lebten am Stichtag dem 9. Mai 2011 in Schneidhain 2571 Einwohner. Darunter waren 312 (12,1 %) Ausländer. Nach dem Lebensalter waren 558 Einwohner unter 18 Jahren, 987 zwischen 18 und 49, 471 zwischen 50 und 64 und 555 Einwohner waren älter. Die Einwohner lebten in 1041 Haushalten. Davon waren 237 Singlehaushalte, 327 Paare ohne Kinder und 378 Paare mit Kindern, sowie 75 Alleinerziehende und 24 Wohngemeinschaften. In 240 Haushalten lebten ausschließlich Senioren und in 672 Haushaltungen lebten keine Senioren.

### Einwohnerentwicklung
| Schneidhain: Einwohnerzahlen von 1834 bis 2014 | Schneidhain: Einwohnerzahlen von 1834 bis 2014 | Schneidhain: Einwohnerzahlen von 1834 bis 2014 | Schneidhain: Einwohnerzahlen von 1834 bis 2014 | Schneidhain: Einwohnerzahlen von 1834 bis 2014 |
| --- | ---------------------------------------------- | ---------------------------------------------- | ---------------------------------------------- | ---------------------------------------------- |
| Jahr |                                                |                                                |                                                | Einwohner                                      |
| 1834 | 1834                                           |                                                | 163                                            | 163                                            |
| 1840 | 1840                                           |                                                | 165                                            | 165                                            |
| 1846 | 1846                                           |                                                | 190                                            | 190                                            |
| 1852 | 1852                                           |                                                | 185                                            | 185                                            |
| 1858 | 1858                                           |                                                | 199                                            | 199                                            |
| 1864 | 1864                                           |                                                | 207                                            | 207                                            |
| 1871 | 1871                                           |                                                | 176                                            | 176                                            |
| 1875 | 1875                                           |                                                | 234                                            | 234                                            |
| 1885 | 1885                                           |                                                | 223                                            | 223                                            |
| 1895 | 1895                                           |                                                | 237                                            | 237                                            |
| 1905 | 1905                                           |                                                | 345                                            | 345                                            |
| 1910 | 1910                                           |                                                | 382                                            | 382                                            |
| 1925 | 1925                                           |                                                | 428                                            | 428                                            |
| 1939 | 1939                                           |                                                | 463                                            | 463                                            |
| 1946 | 1946                                           |                                                | 753                                            | 753                                            |
| 1950 | 1950                                           |                                                | 815                                            | 815                                            |
| 1956 | 1956                                           |                                                | 1.072                                          | 1.072                                          |
| 1961 | 1961                                           |                                                | 1.286                                          | 1.286                                          |
| 1967 | 1967                                           |                                                | 1.526                                          | 1.526                                          |
| 1970 | 1970                                           |                                                | 1.750                                          | 1.750                                          |
| 1980 | 1980                                           |                                                | ?                                              | ?                                              |
| 1990 | 1990                                           |                                                | ?                                              | ?                                              |
| 2000 | 2000                                           |                                                | 2.601                                          | 2.601                                          |
| 2005 | 2005                                           |                                                | 2.721                                          | 2.721                                          |
| 2011 | 2011                                           |                                                | 2.535                                          | 2.535                                          |
| 2014 | 2014                                           |                                                | 2.718                                          | 2.718                                          |
| Datenquelle: Historisches Gemeindeverzeichnis für Hessen: Die Bevölkerung der Gemeinden 1834 bis 1967. Wiesbaden: Hessisches Statistisches Landesamt, 1968. Weitere Quellen: LAGIS; Stadt Königstein im Taunus; Zensus 2011 |                                                |                                                |                                                |                                                |

## Religion

### Historische Religionszugehörigkeit
| • 1885: | 055 evangelische (= 24,66 %), 168 katholische (= 75,34 %) Einwohner |
| • 1961: | 535 evangelische (= 41,60 %), 706 katholische (= 54,90 %) Einwohner |

### Evangelische Kirche
Schneidhain gehörte ursprünglich zur Pfarrei Sulzbach. Um das Jahr 1200 finden sich erste Erwähnungen einer Kirche in Schneidhain, im 14. Jahrhundert entstand eine eigenständige Pfarrei.
In der Folge der Reformation änderten sich die kirchlichen Verhältnisse in Schneidhain mehrfach. Zunächst lutherisch geworden, wurde Schneidhain 1582 calvinistisch und 1626 kurzzeitig wieder katholisch. Mit dem „Bergsträßer Rezess“ wurden 1650 die Kirchenverhältnisse neu geordnet. Die Kirche war nun katholisch-calvinistische Simultankirche. Als Nutzungsverteilung wurde festgelegt, dass der Chor von den Katholiken und das Schiff von den Reformierten genutzt wurde.
Im 18. Jahrhundert wurde die Kirche zum überwiegenden Teil abgerissen und neu gebaut. Der Neubau wurde 1741 geweiht. die Kirche ist St. Johannes Baptist, also Johannes dem Täufer gewidmet.
Mit dem Neubau der katholischen Kirche endete 1949 die Nutzung als Simultankirche. Seit dieser Zeit handelt es sich um eine rein protestantische Kirche.

### Katholische Kirche
Aufgrund der Vertreibungen aus den deutschen Ostgebieten stieg die Zahl der Katholiken in Schneidhain stark an. Die bisherige Simultankirche war zu klein geworden und die katholische Gemeinde beschloss daher den Bau der Pfarrkirche St. Johannes der Täufer. Die neue Kirche wurde am 21. August 1949 durch den Limburger Bischof Wilhelm Kempf eingeweiht.
Aus der alten Simultankirche stammen ein spanischer Feldaltar aus dem 18. Jahrhundert und ein auf diesem Hochaltar befindliches Kruzifix aus der Zeit um 1500. Ungewöhnlich sind die beweglichen Arme (im Hochmittelalter wurde während der Kartage der Leib Christi vom Kreuz abgenommen und ins Grab gelegt).

## Wappen
| Wappen von Schneidhain | Blasonierung: „Im goldenen Schild auf grünem Boden eine rote Kapelle in Seitenansicht mit Turm, überhöht von einem grünen Baum.“ |
| Wappen von Schneidhain | Das Wappen wurde am 31. Dezember 1954 durch das Hessische Innenministerium genehmigt.                                            |

## Kultur und Sehenswürdigkeiten

### Regelmäßige Veranstaltungen
Seit 1978 findet jährlich die „Schnaademer Kerb“ statt.

### Sport
Fußball : Die Sportgemeinschaft Blau-Weiß Schneidhain spielt 2017 in der Fußball-Kreisliga A im Hochtaunuskreis. Spielstätte ist ein Kunstrasenplatz im Braubachtal.
 Judo : In der Heinrich-Dorn-Halle trainieren die Judo Teams von Schneidhain.
 Fechten : Der Fechtverein von Schneidhain hat das Florett als Fechtdegen. Der Fechtverein trainiert im Vereinsheim der SG Blau Weiß Schneidhain. Viele Fechter sind in der Hessenmeisterschaft auf hohen Platzierungen. Trainer ist der bekannte Fechter Jan Zwak.

## Bildung
Die erste Erwähnung einer Schule in Schneidhain in der Schulchronik stammt aus dem Jahr 1818. Ein Schulhaus wurde jedoch erst 1824 errichtet. 1878 wurde ein neues Schulhaus erbaut und 1911 eine zweite Lehrerstelle eingerichtet. Nach dem Zweiten Weltkrieg stieg die Bevölkerungszahl und damit die Schülerzahl deutlich an. 1959 wurde daher erneut eine Schule erbaut (das Gebäude wurde 2006 abgerissen), die 1972 um einen Erweiterungsbau ergänzt wurde. 1997 erhielt die Schule den Namen Schule am Kastanienhain. Das heutige Schulgebäude stammt aus dem Jahr 2008.

## Verkehr
Der Haltepunkt Schneidhain liegt an der Königsteiner Bahn.

## Bürgermeister
Bürgermeister der selbstständigen Gemeinde Scheidhain waren:
- Heinrich Dorn († 1993; Bürgermeister von 1945 bis 1970): Dorn wurde 1945 von der Besatzungsmacht als Bürgermeister eingesetzt und bei den Kommunalwahlen in Hessen 1946 im Amt bestätigt. Er blieb bis 1970 Bürgermeister (ab 1961 hauptamtlich) und wurde 1972 zum Ehrenbürger von Schneidhain ernannt.
- Georg Gregori († 2023; Bürgermeister von 1970 bis 1972): Gregori war in der Zeit der Eingliederung Schneidhains nach Königstein Bürgermeister und war nach dieser Eingliederung von 1972 bis 1991 hauptamtlicher Erster Stadtrat den neuen Großgemeinde.[8]